# Fahéjszínű bekard
A fahéjszínű bekard (Pachyramphus cinnamomeus) a madarak (Aves) osztályának verébalakúak (Passeriformes) rendjébe és a Tityridae családjába tartozó faj. Egyes szervezetek az egész családot, a kotingafélék (Cotingidae) családjában sorolják Tityrinae alcsaládként.

## Rendszerezése
A fajt George Newbold Lawrence amerikai ornitológus írta le 1861-ben.

## Alfajai
- Pachyramphus cinnamomeus badius Phelps & Phelps, 1955
- Pachyramphus cinnamomeus cinnamomeus Lawrence, 1861
- Pachyramphus cinnamomeus fulvidior Griscom, 1932
- Pachyramphus cinnamomeus magdalenae Chapman, 1914[2]

## Előfordulása
Mexikó, Belize, Costa Rica, Guatemala, Honduras, Nicaragua, Panama, Kolumbia, Ecuador és Venezuela területén honos. A természetes élőhelye a szubtrópusi vagy trópusi síkvidéki- és hegyi esőerdők, mangroveerdők, folyók és patakok környéke, valamint ültetvények. Állandó, nem vonuló faj.

## Megjelenése
Testhossza 14-15 centiméter, testtömege 17-22 gramm.

## Életmódja
Rovarokkal táplálkozik.

## Külső hivatkozások
- Képek az interneten a fajról
- Xeno-canto.org - a faj hangja és elterjedési területe